# 士乃国际机场
士乃國際機場（英語：Senai International Airport），旧稱蘇丹依斯邁國際機場，是一座位于马来西亚柔佛州士乃的国际机场，其主要服务马来西亚第二大城市新山市，距离市中心约22公里。该机场于1974年正式启用，2003年開始由士乃机场航站楼服务有限公司（SATSSB）接手运营，成為馬來西亞首座也是唯一一座非馬來西亞機場控股公司（MAHB）运营的機場。
在2016年，士乃国际机场共接待乘客2,828,074人次，处理超过6,245吨货物，而起降架次则有42,744架次。该机场最高可接待四百五万人次和处理一万吨货物，并计划进行扩建计划以供接待一千万人次以将机场打造成货运枢纽。机场也在近几年将机场跑道延长至3800米，并在旁边建造了计程车停靠站。这些扩建计划预料可在2017年8月尾完成。

## 扩建计划
士乃机场航站楼服务有限公司（下称机场服务公司）自2008年便宣布「机场城」计划。该计划涵盖机场周边的1133公顷，由住宅区、商业区、医药区、空中货运枢纽和高科技工业园组成。住宅区、商业区、医药区将会涵盖323公顷而其余两个将会涵盖405公顷。
同年3月26日，机场服务公司宣布将会耗资七百万马币建设空港商场（Aero Mall），占地10,000平方英尺（930平方）。原定2009年末或2010年头启用，但最终才在2010年7月正式启用。
2008年7月8日，科威特企业宣布将会在机场附近建立一个航空学院，耗资100万美元。
2009年2月12日，香港企业Plaza Premium Management Ltd在士乃国际机场启用了第三间分行 。
2011年2月22日，飞萤航空宣布士乃国际机场将成为其在马来西亚的第五个枢纽并将会投入两架波音737-400型号客机。并计划在不久后提供飞往雅加达、万隆、泗水、曼谷等东南亚城市的航线。

## 起降航班及航点

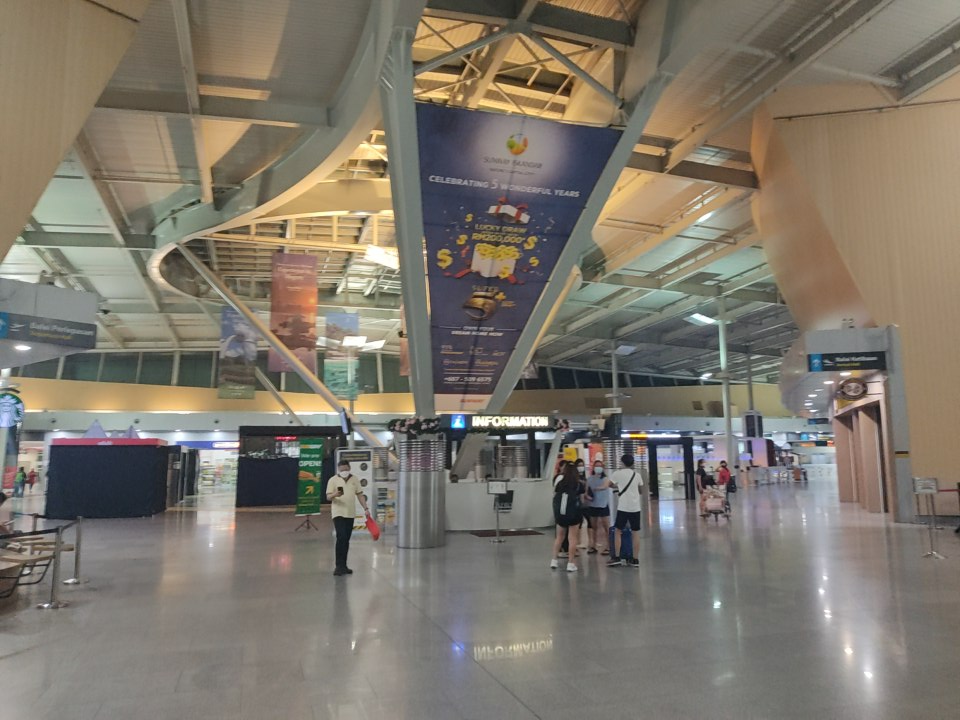
机场航站楼内部

### 客运
| 航空公司         | 目的地 |
| ---------------- | --- |
| 亞洲航空         | 亞羅士打、曼谷－廊曼、胡志明市、怡保、雅加达－蘇加諾-哈達、亚庇、吉隆坡、古晋、浮罗交怡、美里、槟城、诗巫、斗湖 |
| 飛螢航空         | 哥打巴鲁、 梳邦                                                                                                 |
| 印尼亞洲航空     | 泗水、雅加达－蘇加諾-哈達                                                                                       |
| 馬來西亞國際航空 | 吉隆坡 季节性：吉达、麦地那                                                                                     |
| 马印航空         | 海口、怡保、吉隆坡、梳邦、广州、昆明                                                                            |
| 泰国亞洲航空     | 曼谷－廊曼 |